# El curandero (película de 1955)
El curandero es una película argentina dirigida por Mario Soffici según guion de Joaquín Gómez Bas y José Ramón Luna sobre la obra de Arturo Lorusso, se estrenó el 25 de agosto de 1955 y tuvo como principales protagonistas al mismo director y a Élida Gay Palmer.

## Sinopsis
Un médico llega a un pueblo pequeño, provinciano y debe hacerse pasar por curandero para obtener la confianza de sus habitantes.

## Críticas
La crónica de Noticias Gráficas dijo que se trataba de un “ameno cuadro costumbrista” y Manrupe y Portela opinaron que la película trataba del “enfrentamiento medicina ortodoxa-no ortodoxa en un film menor, filmado parcialmente en Catamarca, con toques melodramáticos que superan lo que pudo ser una observación costumbrista”

## Reparto
Participaron del filme los siguientes intérpretes:
- Mario Soffici
- Élida Gay Palmer
- José de Ángelis
- Jorge De La Riestra
- Florindo Ferrario
- Carmen Giménez
- Pilar Gómez
- Ubaldo Martínez
- Duilio Marzio
- Fernanda Mistral
- Carmen Monteleone
- Jorge Morales
- Jesús Pampín
- Mario Perelli
- Bernardo Perrone
- Carlos Rivas
- José Ruzzo
- Blanca Tapia
- Osvaldo Terranova
- Mirtha Torres